# Gesalba
Gesalba es un despoblado que actualmente forma parte del concejo de Maestu, que está situado en el municipio de Arraya-Maestu, en la provincia de Álava, País Vasco (España).

## Toponimia
A lo largo de los siglos ha sido conocido también con los nombres de Gesal (San Martín de), Gessalva, Gezal, Guesal (San Martín de), Kesalla y Kessalla.

## Historia
Documentado desde 1025 (reja de San Millán), apenas quedan restos del despoblado, excepto la portada de su ermita que está en los jardines del Museo de Bellas Artes de Vitoria.
Actualmente sus tierras son conocidas con el topónimo de San Martín de Gesal.